# Титовка (Акмолинская область)
Тито́вка (каз. Титовка) — село в Атбасарском районе Акмолинской области Казахстана. Входит в состав Полтавского сельского округа. Код КАТО — 113853300.

## География
Село расположено на берегу реки Жабай, в северной части района, на расстоянии примерно 30 километров (по прямой) к северо-востоку от административного центра района — города Атбасар, в 3 километрах к юго-западу от административного центра сельского округа — села Полтавка.
Абсолютная высота — 297 метров над уровнем моря.
Ближайшие населённые пункты: село Полтавка — на северо-западе, село Покровка — на юго-западе.
Западнее села проходит автодорога республиканского значения — Р-12 «Кокшетау — Атбасар».

## Население
В 1989 году население села составляло 229 человек (из них украинцы — 36 %, русские — 21 %).
В 1999 году население села составляло 165 человек (82 мужчины и 83 женщины). По данным переписи 2009 года, в селе проживало 148 человек (71 мужчина и 77 женщин).
| Численность населения | Численность населения | Численность населения |
| 1989                  | 1999                  | 2009                  |
| --------------------- | --------------------- | --------------------- |
| 229                   | ↘165                  | ↘148                  |

## Улицы
- ул. Титовская